# PVPマーク
PVPマーク（ピーブイピーマーク）は、種苗法の登録品種であることを表示する正式なマーク。以前は、業界（下記団体）による自主的な取組であったが、令和３年４月１日から施行された改正種苗法に基づく省令（種苗法施行規則）第二十一条の二（登録品種表示）の規定により、「登録品種の文字」や「品種登録の文字及びその品種登録の番号」とともに選択可能な標章として公式に指定されたため、誰でも使用可能となった。
なお、業界団体による自主的な取組では品種登録出願中の品種にも表示していたが、公式のマークとなったことから品種登録が完了したもののみに表示が認められ、出願中の品種に表示することはできなくなった。
PVPはPlant Variety Protection（植物品種保護）の略である。
PVPマークを先行して使用、普及していた団体は、日本種苗協会、日本果樹種苗協会、日本草地畜産種子協会、農林水産・食品産業技術振興協会、全国食用きのこ種菌協会、全国新品種育成者の会であったが、前述の改正種苗法の施行に先立って、共同して権利を保有していた団体から商標権が国（農林水産省）に無償譲渡された。